# 鶏箇線
鶏箇線（けいこせん）は、鶏街駅から箇旧駅を結ぶ31kmの610mmナローゲージの鉄道であり、蒙宝線の支線であった。1921年開通、1985年に稼働するナローゲージ機関車が2台まで減少し、旅客扱いを停止。1991年に運転停止、2008年に廃止・撤去。

## 概要
当初は碧色寨駅から箇旧駅の間を結ぶ箇碧鉄道（1965年に蒙宝線に改名）の一部であったが、1936年に鶏街駅から石屏駅が開通すると、当該区間は支線となった。蒙宝線は1970年にメーターゲージに改軌されたが、鶏箇線の改軌は計画されたものの実施されず、1991年に運転を停止するまで、中国に残る最後の610mm軌間のナローゲージ鉄道であった。
全線で8個のトンネルがあり、総延長は1648メートル。鶏街から南西に向かい、乍甸河に沿って6kmで152mを上り、その後、3.4kmで40mを下り乍甸駅に到達する。そして17kmの連続上り勾配があり、海抜1716mの分水嶺を越えて、箇旧市に下る。
第7トンネル（全長620m）には急勾配があり、下りは4分で通過できたが、上りは登りきるための蒸気機関車の蒸気の準備に20分近い時間を要した。トンネル内では客車が煤煙まみれになるため、乗客はトンネル前で降りて徒歩でトンネル出口まで迂回しても十分に間に合った。これは「雲南十八怪」の一節、「火車没有汽車快」の由来と一つとなった。